# Bisaltia

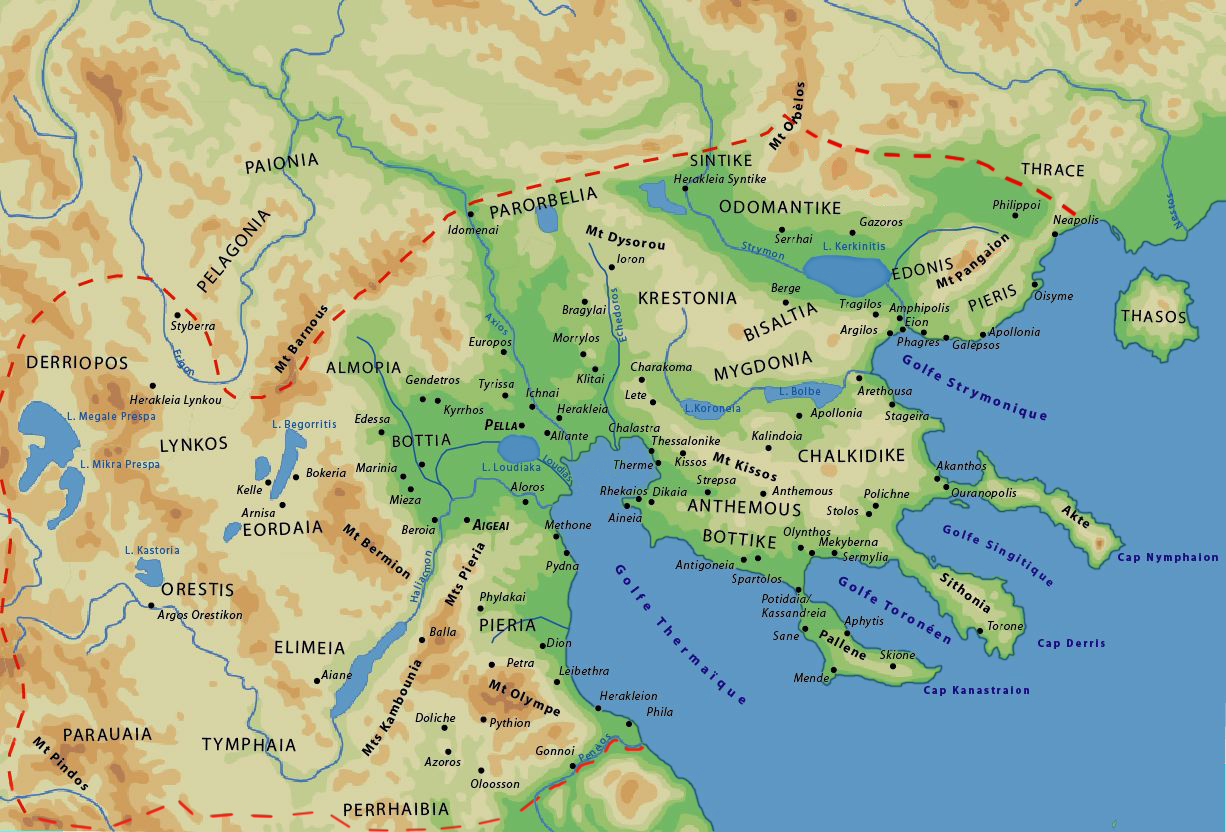
Bisaltia a nord della Mygdonia

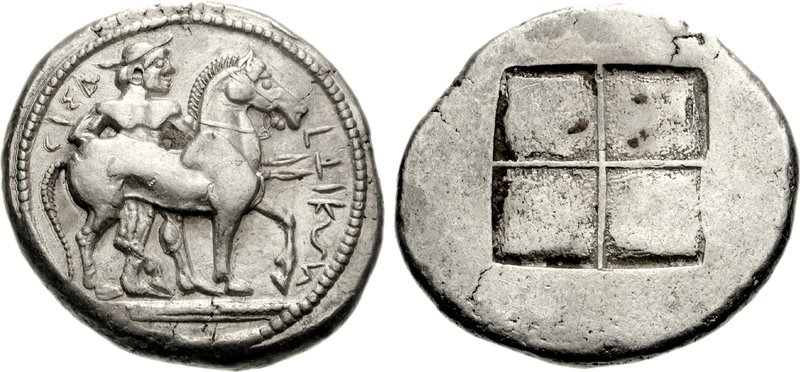
Octodracma in argento della Bisaltia (475-465 a.C.)

La Bisaltia (greco: Βισαλτία) era un'antica regione della Macedonia posta a nord-est della Migdonia, fra il fiume Strimone e il lago Cercinitis a est e la Crestonia a ovest. Era chiamata Bisaltica da Livio.
In antichità la regione era abitata da una popolazione detta Bisalti, una tribù tracia. Al tempo dell'invasione di Serse (seconda guerra persiana) Erodoto afferma che la regione era governata da un re Tracio. Dopo la sconfitta dei persiani a Platea la Bisaltia venne annessa dal Alessandro I al Regno di Macedonia tanto che Tucidite afferma che al tempo della guerra del Peloponneso era appunto governata dai macedoni.
La regione era ricca di miniere di argento come dimostrato dal fatto che la maggior parte di monete tribali ritrovate sono appunto coniate in questo metallo. Esse erano probabilmente utilizzate per il pagamento di tributi ai sovrani persiani che occuparono la regione fino al 479 a.C.
La più importante città della regione era Argilus (o Argilo) che è considerata una colonia di Andros.
L'area occupata dall'antica regione è oggi suddivisa fra le prefetture greche di Serres e Salonicco.